# Dubbione
Dubbione è una frazione del comune di Pinasca in provincia di Torino.
Si trova nella bassa Val Chisone dove la valle si apre in sinistra orografica con il Vallone del Grandubbione.

## Informazioni generali
Il nome deriverebbe dal latino "duplus" (doppio) in quanto, secondo il Ferrerio, la zona Dubbione-Pinasca ha una forma a Y, biforcandosi nelle valli di Perosa e San Martino. Nella carta del Piemonte antico e dei secoli mezzani di Jacopo Durandi si aggiunge una "i" e la zona è chiamata Dubiasca, mentre si possono leggere: FINES TERRAE (Finestrelle), OCELUM (Usseaux), AD PORTAS (Porte), TOLATECUS (Talucco), CABURRUM (Cavour) ecc.
VALLE DUBIASCA risulta chiamarsi in un documento del 1064. In questo tempo c'è una donazione della contessa Adelaide di Susa all'Abbazia di Santa Maria Al Verano, ad Abbadia Alpina, di molti territori insieme alla valle del Chisone e un intreccio di doni all'Abbazia di Cavour in cui si nomina "MALA MORS" (Malanaggio) e Villare Pinasca (?).
Nel 1064 il paese non esisteva ancora, mentre alcune case erano state costruite attorno alla "pieve di Pinasca". Notizie più circostanziate sono reperibili a partire dal 1200 circa. Nel 1248 Dubbione era già un centro formato, ed ivi il conte Tommaso di Savoia voleva erigere una certosa "IN VALLE DUBLONIS SUPRA PINEROLIUM" (Archivio civico Pinerolo categ.1 N.17). In un altro documento poco più recente (1273) si parla di nominativi come "Guiburg" e della fontana "Cuceti" "in luogo presso DUBLONUM" (Biblioteca storica Società Subalpina vol. II); il Rio Grandubbione compare nello stesso documento e lo si chiama "ACQUA DUBLONI".
Per Dubbione passava una via per Susa nel 1453, attraverso Giaveno e Coazze, e nel 1516 è chiamata "VIA NUOVA". In un altro scritto del 1547 si viene a sapere che esisteva una "Cappella di san Bernardino" ed era nel campo presso l'attuale strada nazionale, vicino ad una croce.
Molto interessante inoltre una lettera scritta dal maresciallo Nicolas Catinat Archiviato il 28 ottobre 2005 in Internet Archive. (1637 - 1712) nel 1697, quando la valle apparteneva al regno di Luigi XIV. Si trovava in un accampamento militare sito a Dubbione, che aveva il terreno piano più largo della val Chisone. Nella lettera si chiede di salvaguardare il paesaggio e gli abitanti della valle, limitando la presenza dell'esercito.

## La vecchia cappella
Un abitante di Dubbione, certo Bernardino, offriva un "aiuto" nel caso si facesse una cappella vicino al ponte sul Rio a Dubbione. Questa cappella fu realmente costruita circa 25 anni dopo nel 1597 sotto il titolo "SAN ROCCO" ; in essa, come da tradizione nei giorni festivi, celebravano funzioni successivamente sia cattolici che valdesi (Caffaro VI pag.93).
Questa cappella rimase in funzione praticamente fino al 1907 quando la nuova chiesa, costruita nel 1847 fu rifinita e resa abitabile.
I suoi muri ed il tetto saranno abbattuti ed il quarto sarà inserito nella costruzione del salone parrocchiale circa 450 anni dopo. La Cappella misurava metri 5 per 7 con una sacrestia, rimasta intatta fino ad oggi. Esisteva anche un'altra chiesa a Dubbione (1512) ma si intendeva quella di santa Maria del Podio, non menzionata in altri documenti e di cui si sono perse le tracce.
A questo punto si intrecciano le lotte di religione tra valdesi e cattolici; nel 1565 il parroco di Pinasca si vide la chiesa occupata e dovette ritirarsi a Dubbione, assumendo il titolo di "parroco" per circa 200 anni.

## Periodo burrascoso

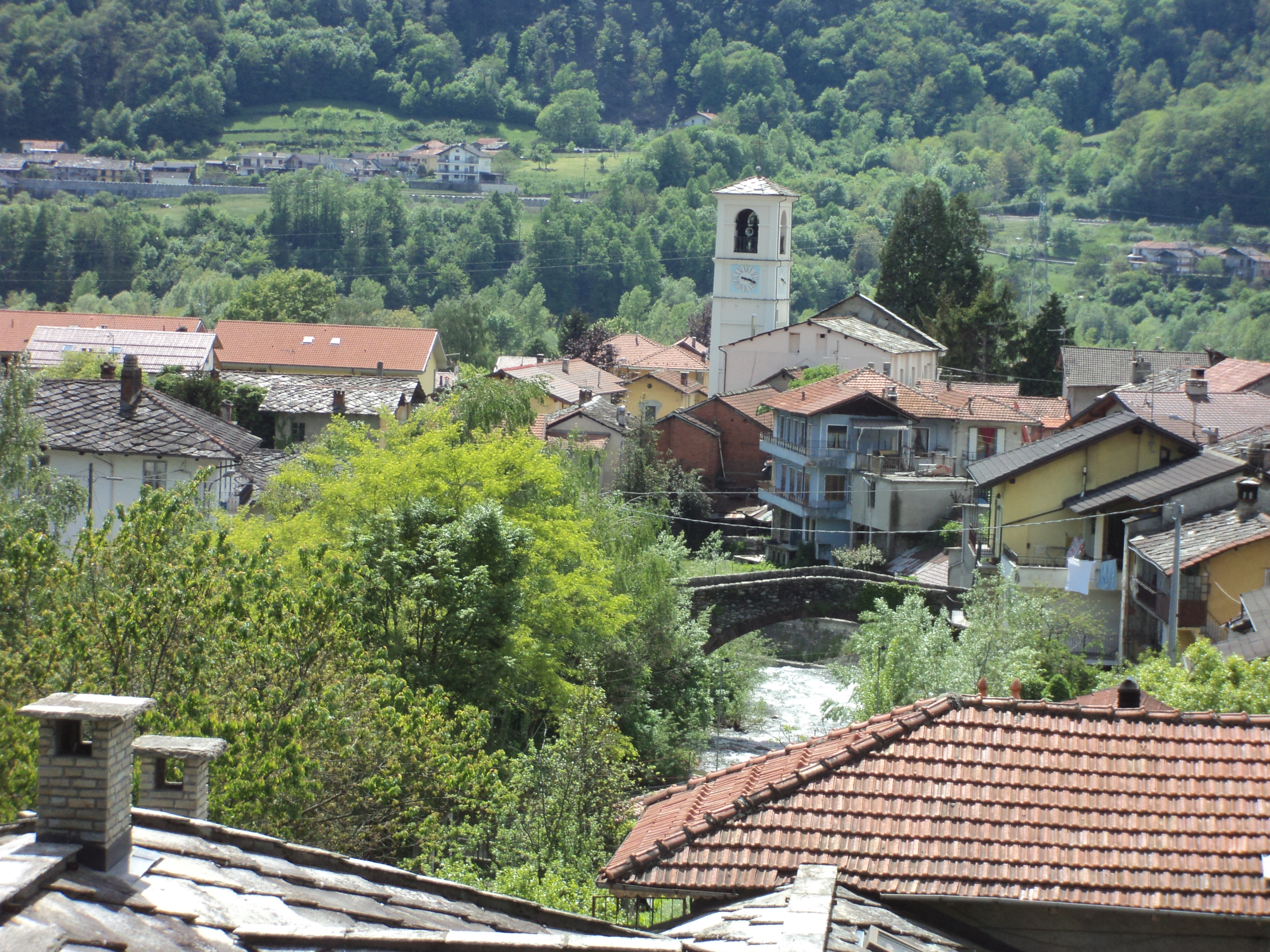
Panorama di Dubbione con in primo piano il cosiddetto Ponte di Annibale.

Sono di questo tempo le grandi Missioni mobili tenute dai Padri Cappuccini. Nel 1620 i valdesi costruiscono in una località non precisata, ma nel perimetro del comune, un tempio. Fra' Gianni da Vercelli (1622-1628) promuove una grande Missione; provvede alla chiesa "parrocchiale" di Dubbione suppellettili in ordine al culto sacro.
Un'altra figura di padre francescano emerge: Fra' Lorenzo di Pinerolo, che difende in ogni modo e regge la chiesa "parrocchiale" di Dubbione resa vacante per la morte del parroco (1637). Fra' Paolo da Torino fa riparare la chiesa nel 1638. Alcuni anni dopo Fra' Lorenzo Computensis erige una confraternita di penitenti sotto il titolo della "Assunzione di Maria Vergine".
In un documento (conservato in archivio) risulta che nel 1661 è secondo priore Gianni Roatto e Alerino Giochetto sottopriore e Simone contempo procuratore deputato "delli componenti della veneranda Compagnia dei Disciplinanti del Dubione, nella chiesa di san Rocho". La bolla dell'approvazione della Confraternita è data da SS. Papa Clemente XI l'11 febbraio 1716.
Intanto nel 1687 il re fonda 2 vicarie: una a Dubbione e l'altra a Pinasca.
Da un documento dell'archivio di Pinasca del 1º dicembre 1800 leggiamo:
"nel Dubbione vi è una piccola chiesa sotto il titolo di san Rocco, dove, anni or sono, si è eretta la compagnia dei penitenti sotto il titolo della Concezione di Maria Vergine, nella qual chiesa, ossia cappella, più di cento anni si sono fatte le funzioni curiali parte perché tutta la parrocchia era occupata dai valdesi, essendo ristretti i cattolici nel Dubbione, parte perché la chiesa di Pinasca fu distrutta durante le guerre, ed avendo fatta ristabilire detta chiesa la pietà del sovrano l'anno 1726, nell'anno poi seguente vi ha ufficiato?"
Nell'anno 1728 il parroco di Pinasca risiedeva ancora a Dubbione e solo verso il 1750 tornò alla sua sede ove fu costruita la chiesa parrocchiale attuale di santa Maria Assunta. Intanto il Luigi Falcone largheggia in finanziamenti alle due chiese nonché a quella di Grandubbione e di Villar, e dona un lascito per i poveri che si estinguerà solo dopo l'ultima guerra.
In questo tempo (1750) la Vicaria di Dubbione spetta al Comune al cui carico è la manutenzione della cappella e della "casa Vicariale". Il vicario "officia la chiesa esistente, vi celebra ogni dì i divini misteri, vi fa il catechismo le domeniche e aiuta nelle feste più solenni il parroco di Pinasca" (Casalis, Vol. XV, pag.81).
Dal volume "coreografia della città di Pinerolo e provincia", edito a Torino nell'anno 1800 alla voce Pinasca a pag. 59 si legge:
".. Pinasca, terra della Diocesi e sotto l'insinuazione di Pinerolo, situata nella valle di Perosa alla sinistra del torrente Chisone, distante miglia cinque e mezzo da Pinerolo, cioè fino alla chiesa parrocchiale, e dalla Perosa un mezzo miglio. Compone 1500 anime circa di abitanti, con case sparse a luogo a luogo del territorio situato in parte tra monti e rocche. La borgata più ragguardevole di questa comunità è il Dubbione dove risiede un vicario del parroco di Pinasca".
Nell'archivio di Pinasca, della visita pastorale del 1835 si dice che "la vicaria di Dubbiose spetta al Comune, a cui carico è la manutenzione della cappella e della casa vicariale".
Dal 1835 ha inizio un desiderio popolare di avere una chiesa più ampia, dopo aver scartato l'idea di ampliare la cappella esistente. I lavori erano già ben avviati quando avvenne la visita del vescovo monsignor Charvaz che ne riconosce la necessità anche per le cattive condizioni della vecchia ed inefficiente cappella.
Mentre da circa 100 anni è stata costruita la chiesa di Santa Maria Assunta di Pinasca e quasi completata la chiesa di san Giovanni in Tagliaretto, si mette in movimento la macchina organizzativa per costruire la nuova chiesa. Si raccoglie il materiale, si cerca il progettista e direttore dei lavori, si chiedono i permessi alle autorità ecclesiastiche e civili.
L'idea va avanti anche in consiglio comunale, che con una lunga lettera dice del disegno del geom. G.B. Virante, e si firma: "per la direzione dell'opera: il Sindaco RICHAUD STEFANO Pinasca 4 agosto 1847". Anche il vescovo mons. Charvaz aveva approvato la costruzione nell'ottobre 1847.
Il preventivo di spesa era di lire 1560. La chiesa fu completata nelle strutture principali ma non ebbe né pavimento né soffitto né rifiniture esterne, ad eccezione del campanile, dal tetto della chiesa in su.
Le guerre che funestarono il Piemonte e tutta Italia per tanti anni non furono propizie per la rifinitura della chiesa. Essa serviva de atrio alla vecchia cappella, da deposito e da dormitorio per le truppe che passavano per gli spostamenti della guerra.
È l'anno della inaugurazione e della apertura al culto. La spesa incontrata nei lavori di rifinitura fu di lire 9900. Il pavimento di cemento di m2 203 costò £ 1221; il soffitto a volta a listelli e gesso £ 2180; il portone d'ingresso £ 190.
Le statue sulla facciata: san Rocco e san Giuseppe, furono regalate da Giustetto Eugenio e consorte nel 1910.
I lavori terminarono in luglio e il 16 agosto 1907 ci fu l'inaugurazione. Il vescovo di Pinerolo monsignor G.B. Rossi venne a benedirla il 10 gennaio 1910 con l'intervento di quasi tutti i sacerdoti della vicaria Foranea e alla presenza "di molto numerosa popolazione".

## Vicari di Dubbione (di cui se ne ha notizia)
- Rev. G.Francesco Caffaratti	1818
- Rev. Domenico Santiano 	1835
- Rev. Bourcet Ambrogio 	        1876
- Rev. Losano Luigi	        1883
- Rev. Gelato Felice	      1881-1919
- Rev. Morero Tomaso	      1919-1945
- Rev. Ambrosiani Mario	      1945-2009
- Rev. Komierzynski Dario 2009-ad oggi

Il 1º gennaio 1954 il vescovo mons. Binaschi erige la Vicaria di Dubbione a parrocchia autonoma. Il decreto di 4 pagine ne delimita i confini e dà ragione del provvedimento, che è datato 24 dicembre 1953.
Testo tratto dall'edizione speciale del bollettino parrocchiale di Dubbione in occasione dei festeggiamenti dei 150 anni della chiesa del 16 agosto 1997.

## Infrastrutture e trasporti
Dubbione è collegata a Torino mediante autocorse SADEM da Perosa Argentina che transitano da Pinerolo, dove è possibile accedere anche ai servizi ferroviari per il capoluogo.
Fino al 1963 la località era attraversata della tranvia Pinerolo-Perosa Argentina, che svolgeva servizio passeggeri e merci.